# Caligus kala
Caligus kala är en kräftdjursart som beskrevs av Lewis 1964. Caligus kala ingår i släktet Caligus och familjen Caligidae. Inga underarter finns listade i Catalogue of Life.